# Taeniophallus occipitalis
Espèce
Synonymes
- Coronella elegans Günther, 1858
- Dromicus miolepis Boettger, 1891
- Dromicus wuchereri Günther, 1863
- Echinanthera occipitalis (Jan, 1863) Dibernardo, 1992
- Enicognathus occipitalis Jan, 1863
- Liophis occipitalis Amaral, 1929
- Rhadinaea occipitalis Boulenger, 1894

Taeniophallus occipitalis  est une espèce de serpents de la famille des Dipsadidae.

## Répartition
Cette espèce se rencontre :
- au Brésil dans les États du Rondônia, du Pará, d'Amazonas, du Ceará et du Sergipe ;
- en Colombie ;
- au Pérou ;
- en Bolivie ;
- au Paraguay ;
- en Uruguay ;
- en Argentine dans les provinces de Córdoba, de Santiago del Estero, de Tucumán, de Salta, de Formosa, du Chaco et de Corrientes.

## Publication originale
- Jan, 1863 : Enumerazione sistematica degli ofidi appartenenti al gruppo Coronellidae. Archivio per la zoologia, l'anatomia e la fisiologia, vol. 2, no 2, p. 213-330 (texte intégral).